# Dennis van Wijk
Dennis van Wijk (Oostzaan, 16 dicembre 1962) è un allenatore di calcio ed ex calciatore olandese, di ruolo difensore.

## Caratteristiche tecniche
Giocava come terzino sinistro.

## Palmarès

### Giocatore

#### Competizioni nazionali
- Campionato olandese: 2

Ajax: 1981-1982, 1989-1990
- Coppa di Lega inglese: 1

Norwich City: 1984-1985
- Campionato inglese di seconda divisione: 1

Norwich City: 1985-1986
- Campionato belga: 2

Club Bruges: 1987-1988, 1991-1992
- Coppa del Belgio: 1

Club Bruges: 1990-1991
- Supercoppa del Belgio: 4

Club Bruges: 1986, 1988, 1990, 1991

### Allenatore

#### Competizioni nazionali
- Tweede klasse: 2

Ostenda: 1997-1998
Charleroi: 2011-2012